# 陈丹 (企业家)
陈丹（1966年—），广东遂溪人，汉族，中华人民共和国政治人物、第十二届全国人民代表大会广东地区代表。
毕业于新加坡国立大学工商管理。担任广东省工商联会长。2008年起担任全国人大代表。2013年，担任全国人大代表。